# Херцози на Тек
Херцозите на Тек (на немски: Herzöge von Teck) са от 1187 до 1439 г. странична линия на Церингите. Титлата херцог на Тек по-късно се дава отново и днес е титла на британската кралска фамилия.
Адалберт (* 1135; † 1195), син на Конрад от Церинген (* 1090; † 8 януари 1152 в Констанц), наследява владенията на Церингите около замък Тек между Кирххайм и Овен. След смъртта на брат му Бертолд IV Адалберт се нарича „херцог фон Тек“ (Herzog von Teck).
През 1495 г. Еберхард I от Вюртемберг е номиниран за херцог от император Максимилиан и получава титлата на Herzog von Teck, която по-късно е носена от странична вюртембергска линия. Чрез женитбата на Мери Тек (* 1867; † 24 март 1953), дъщеря на херцог Франц фон Тек, с Джордж V през 1893 г. титлата отива на династията Сакс-Кобург и Гота, която след Първата световна война носи името Уиндзор.